# 저 하늘에 태양이
《저 하늘에 태양이》는 2016년 9월 7일부터 2017년 2월 24일까지 방영된 한국방송공사 TV소설이다.

## 기획 의도
1970년대를 배경으로 순수한 산골 처녀가 수많은 역경을 극복하고 한국 최고의 배우로 성장하는 과정을 그린 드라마

## 등장인물

### 주요 인물
- 윤아정 : 강인경 역 - 스타 여배우. 수지의 제자. 민우의 옛 연인. 말순의 양딸. 한수의 이복누나. 승준의 엄마. 정호의 아내. 희애의 올케언니. 태준의 며느리. 다은의 외숙모. 금순의 고향 동생. 백두영화사 부대표.
- 이민우 : 남정호 역 - 백두영화사 대표. 태준의 장남. 희애의 오빠. 서연의 전남편. 형옥의 전 사위. 민우의 형님. 인경의 남편. 승준의 양아버지. 골수 기증자. 다은의 외삼촌. 말순의 사위. 한수의 매형.
- 노영학 : 차민우(김신우) 역 - 백두영화사 감독. 인경의 옛 연인. 승준의 생부. 고모부. 희애의 남편. 다은의 아빠. 정호의 매제. 태준의 사위.
- 김혜지 : 남희애 역 - 태준의 장녀. 정호의 여동생. 민우의 아내. 다은의 엄마. 승준의 고모. 서연의 전 시누이. 인경의 시누이. 수지의 조카.

### 강인경 가족
- 윤복인 : 박말순 역 - 한수의 생모. 인경의 계모. 승준의 외할머니. 춘자의 시어머니.
- 오승윤 : 강한수 역 - 말순의 아들. 인경의 이복남동생. 정호의 처남. 승준의 외삼촌.

### 난곡동 사람들
- 한지안 : 오금순 역 - 인경의 고향 언니. 칠봉의 아내. 승리운수 버스차장
- 한가림 : 배춘자 역 - 인경의 셋방집 식구. 한수의 아내. 말순의 며느리. 칠봉의 처제. 승준의 외숙모.
- 김승대 : 허칠봉 역 - 승리운수 버스기사. 금순의 남편. 춘자의 형부.
- 이춘식 : 최달호 역 - 셋방집 주인
- 이민성 : 남승준/허승준/차승준 역 (아역: 김민호) - 인경과 민우의 친아들. 정호의 양아들. 다은의 동복오빠. 말순의 외손자. 급성 골수성 백혈병 환자.

### 백두그룹 / 백두영화사
- 이재용 : 남태준 역 - 국회의원. 정호와 희애의 부친. 백두그룹 창업주. 수지의 고향오빠. 인경의 시아버지. 승준의 양할아버지. 다은의 친할아버지.
- 반민정 : 윤미희 역 - 태준의 내연녀, 여배우
- 하지은 : 이서연 역 - 정호의 전처. 형옥의 딸. 태준의 전 며느리. 한국 지사장.
- 현철호 : 김충식 역 - 백두영화사 기획사 사장
- 장솜이 : 채비서 역 - 남태준 회장의 비서
- 지윤재 : 서우진 역 - 강인경의 짝사랑
- 김단우 : 차다은 역 - 민우와 희애의 딸. 태준의 친손녀. 승준의 동복동생. 정호와 인경의 조카.
- 미상 : 주인목 역

### 새창그룹 / 승리운수
- 최준용 : 이형옥 역 - 서연의 부친, 새창그룹 회장
- 김규철 : 변근태 역 - 이형옥의 하수인, 나비프로덕션이자 승리운수 사장
- 박경혜 : 고성란 역 - 승리운수 여자 감독
- 장태성 : 마철희 역 - 변근태의 수하, 사채업자
- 이명호 : 임희상 역 - 이형옥의 하수인, 치안국 경무과장

### 그 외 인물
- 이일민 : 김윤석 역 - 민우의 선배
- 유지연 : 홍수지 역 - 인경의 스승. 태준의 고향 동생. 희애의 이모. 퀸 미용실 원장
- 구경민 : 신연우 역 - 백두영화사 배우
- 미상 : 오만동 역
- 박민상 : 기태 역
- 김대근 : 남태준 수하 역
- 미상 : 남태준 수하 역
- 홍대영 : 정신병원 간호원 역
- 공윤찬 : 연극 단원 역

### 특별출연
- 강성진 : 최성탁 역 - 봉화마을 양장점 사장
- 구혜령

## 결방 사유 및 연장
- 2016년 9월 15일 : 추석특집 슈퍼맨이 돌아왔다 방영으로 인한 결방
- 2016년 9월 16일 : 1박 2일 아재 인사이드 방영으로 인한 결방
- 저 하늘에 태양이 방영 분량이 120부작에서 1회 연장되어 121부작으로 변경 및 확정되었다.